# 桃豆こまもち
桃豆こまもち（ももずこまもち）は、日本のフリーのイラストレーターである。

## 経歴・人物
オリジナルをメインに美少女イラストを得意とする。 商業・同人・成人向けのイラストの仕事を請け負っており、個人サークル「MochiPeach」（モチピーチ）で同人作家として活動する傍ら、フリーのイラストレーター・原画家として活動、現在に至る。

## 画風
柔らかいタッチで透明感のある色彩が特徴的である。特に得意としているのは萌え系の女性イラストで、自他共に認める可愛らしい絵柄が好評である。